# Tomi (vattendrag i Centralafrikanska republiken)
Tomi är ett 198 km långt vattendrag i Centralafrikanska republiken, ett biflöde till Kémo. Det rinner genom prefekturen Kémo, i den sydvästra delen av landet, 120 km nordost om huvudstaden Bangui.